# Filip Ude
Filip Ude född den 3 juni 1986 i Čakovec, Kroatien, är en kroatisk gymnast.
Han tog OS-silver i bygelhäst i samband med de olympiska gymnastiktävlingarna 2008 i Peking.